# 安藤信厚
安藤 信厚（あんどう のぶあつ）は、江戸時代後期の陸奥国磐城平藩の世嗣。信敬ともいう。通称は図書。

## 略歴
安藤信成の長男として誕生。子は安藤信義（長男）、娘（永見為儔正室）、娘（津田正発室）、娘（安藤信馨養女、久留島通嘉正室）など。
安藤家嫡子だったが、廃嫡された。代わって弟・重馨（信馨）が嫡子となり、文化7年（1810年）に家督を相続した。